# Años 230 a. C.
Los años 200 antes de Cristo transcurrieron entre los años 239 a. C. y 230 a. C.

## Acontecimientos
- En el año 230 a. C. Átalo fue elegido rey de Pérgamo, con el nombre de Átalo I. En su reinado se construyó el famoso altar de Zeus que tenía un friso de 200 m de longitud y representaba el combate de los dioses contra los titanes. También amplió la biblioteca de Pérgamo.
- En el año 229 a. C. murió en Macedonia Demetrio II. Le sucedió el tutor de su hijo, que tenía sólo doce años, Antígono III Dosón.
- En el año 228 a. C. murió en Hispania el cartaginés Amílcar Barca, cuando huía del ataque del rey Orissón, jefe de los oretanos. Amílcar murió ahogado en un río, a la edad de 42 años. Le sucedió en el gobierno de los cartagineses Asdrúbal que fundó en el 225 a. C., en el sur de Hispania, la ciudad que llamó Cartago Nova y que en el tiempo presente se llama Cartagena
- En el año 224 a. C. fue destruido por un terremoto el Coloso de Rodas, una de las Siete Maravillas del Mundo.
- En el 221 a. C. murió el rey de Macedonia Antígono III y el trono pasó a Filipo V. En ese mismo año murió también Ptolomeo III de Egipto. Mientras tanto, en Hispania, Asdrúbal moría a manos de un esclavo del rey celta Tago, que vengó con este acto la muerte de su señor.

## Nacimientos
- c. 236 a. C., nacimiento de Escipión el Africano, general romano en la segunda guerra púnica y estadista de la República romana (m. 183 a. C.)

## Personas destacadas
- Átalo I, rey de Pérgamo.
- Amílcar Barca, general cartaginés.
- Asdrúbal, general cartaginés.
- Filipo V de Macedonia.
- Ptolomeo III de Egipto.